# 대한민국 헌법 제109조
대한민국 헌법 제109조는 대한민국 헌법의 조항이다.

## 조항
재판의 심리와 판결은 공개한다. 다만, 심리는 국가의 안전보장 또는 안녕질서를 방해하거나 선량한 풍속을 해할 염려가 있을 때에는 법원의 결정으로 공개하지 아니할 수 있다.